# Kąsawiec
Kąsawiec (Tasgius) – rodzaj chrząszczy z rodziny kusakowatych i podrodziny kusaków.
Takson ten został wprowadzony w 1829 roku przez Jamesa Francisa Stephensa. Dawniej traktowany był jako podrodzaj w rodzaju Ocypus.
Chrząszcze o wydłużonym ciele. Głowę mają średnią lub dużą, w zarysie czworokątną lub zaokrągloną, zaopatrzoną w przesunięte nieco na jej grzbietową stronę oczy oraz krótkie, krępe czułki. Aparat gębowy ma dwupłatową wskutek głębokiego wykrojenia wargę górną oraz głaszczki szczękowe o ostatnim członie szerszym niż poprzedni, spłaszczonym, o bokach równoległych lub rozszerzonym ku szczytowi. Przedtułów cechuje się zwykle brakiem epimer oraz w widoku od góry widoczną na całej długości jako ostra listewka krawędzią górną epipleury przedplecza, połączoną pod ostrym kątem z krawędzią dolną. Śródpiersie ma wąski i sięgający co najwyżej do połowy bioder wyrostek międzybiodrowy. Przednia para odnóży ma u obu płci silnie rozszerzone stopy, a środkowa i tylna uzbrojone w kolce golenie.
Kusaki te zasiedlają lasy i tereny otwarte. Bytują w ściółce, glebie, pod kamieniami i w gnijących szczątkach roślin. Żerują na różnych bezkręgowcach, w tym ślimakach.
Przedstawiciele rodzaju występują w krainach: palearktycznej i nearktycznej. W Polsce stwierdzono 6 gatunków (zobacz też: kusakowate Polski)
Należy tu 45 opisanych gatunków:

- Tasgius algericus (Coiffait, 1964)
- Tasgius amiculus (G. Müller, 1925)
- Tasgius amoenanus Smetana et Davies, 2000
- Tasgius arrowi (G. Müller, 1932)
- Tasgius ater (Gravenhorst, 1802)
- Tasgius atronitidus (Reitter, 1909)
- Tasgius bellicosus (Fairmaire, 1855)
- Tasgius bucharicus (Bernhauer, 1912)
- Tasgius bulgaricus (Coiffait, 1971)
- Tasgius caspius (Bernhauer, 1906)
- Tasgius depressus (Hochhuth, 1849)
- Tasgius deuvei Coiffait, 1984
- Tasgius dichromus (Herman, 2001)
- Tasgius doriae (G. Müller, 1932)
- Tasgius eppelsheimianus (Jakobson, 1909)
- Tasgius falcifer (Nordmann, 1837)
- Tasgius globulifer (Geoffroy, 1785)
- Tasgius gracilicornis (Hochhuth, 1849)
- Tasgius herculeanus (Coiffait, 1964)
- Tasgius inderiensis (Motschulsky, 1845)
- Tasgius limbifrons (Hochhuth, 1849)
- Tasgius lusitanicus (G. Müller, 1943)
- Tasgius maderae (Jarrige, 1943)
- Tasgius melanarius (Heer, 1839) – kąsawiec dołkowany
- Tasgius messor (Nordmann, 1837)
- Tasgius minax (Mulsant et Rey, 1861)
- Tasgius morsitans (Rossi, 1790)
- Tasgius myops (G. Müller, 1925)
- Tasgius nigrinus (P. Lucas, 1846)
- Tasgius olympicus (Baudi, 1857)
- Tasgius pedator (Gravenhorst, 1802)
- Tasgius pendjabensis (Bernhauer, 1915)
- Tasgius peyerimhoffi (G. Müller, 1926)
- Tasgius planipennis (Aubé, 1842)
- Tasgius pliginskii (Bernhauer, 1915)
- Tasgius praetorius (Bernhauer, 1915)
- Tasgius rubripennis (Reiche et Saulcy, 1856)
- Tasgius sikkimensis (Bernhauer, 1920)
- Tasgius solskyi (Fauvel, 1875)
- Tasgius transversiceps (Luze, 1904)
- Tasgius tricinctus (Aragona, 1830)
- Tasgius tricolor (Coiffait, 1974)
- Tasgius walkeri (Fauvel, 1898)
- Tasgius winkleri (Bernhauer, 1906)